# Tristan Vauclair
Tristan Vauclair (Delémont, 13 febbraio 1985) è un hockeista su ghiaccio svizzero che gioca nel campionato svizzero con la squadra dell'HC Fribourg-Gottéron. Tristan è il fratello minore di Julien Vauclair (HC Lugano) e di Geoffrey Vauclair.

## Statistiche
Statistiche aggiornate a luglio 2012.

### Club
| Stagione | Squadra               | Stagione regolare | Stagione regolare | Stagione regolare | Stagione regolare | Stagione regolare | Stagione regolare | Playoff | Playoff | Playoff | Playoff | Playoff |
| Stagione | Squadra               | Lega              | P                 | G                 | A                 | Pt                | PIM               | P       | G       | A       | Pt      | PIM     |
| -------- | --------------------- | ----------------- | ----------------- | ----------------- | ----------------- | ----------------- | ----------------- | ------- | ------- | ------- | ------- | ------- |
| 2001-02  | Lugano U20            | Elite Jr. A       | 15                | 4                 | 2                 | 6                 | 18                |         |         |         |         |         |
| 2002-03  | Rouyn-Noranda Huskies | QMJHL             | 36                | 1                 | 4                 | 5                 | 28                |         |         |         |         |         |
| 2003-04  | Rouyn-Noranda Huskies | QMJHL             | 23                | 1                 | 4                 | 5                 | 10                | -       | -       | -       | -       | -       |
|          | Ajoie                 | NLB               | 24                | 3                 | 8                 | 11                | 34                | 10      | 0       | 1       | 1       | 12      |
| 2004-05  | Chur                  | NLB               | 40                | 2                 | 10                | 12                | 38                | -       | -       | -       | -       | -       |
|          |                       | Playout           | 4                 | 1                 | 0                 | 1                 | 4                 | -       | -       | -       | -       | -       |
| 2005-06  | Lugano                | NLA               | 2                 | 0                 | 0                 | 0                 | 0                 | -       | -       | -       | -       | -       |
|          | Genève-Servette       | NLA               | 37                | 3                 | 2                 | 5                 | 6                 | -       | -       | -       | -       | -       |
|          |                       | Playout           | 3                 | 0                 | 1                 | 1                 | 0                 | -       | -       | -       | -       | -       |
| 2006-07  | Lugano                | NLA               | 39                | 4                 | 4                 | 8                 | 26                | 6       | 0       | 0       | 0       | 8       |
| 2007-08  | Lugano                | NLA               | 47                | 5                 | 9                 | 14                | 65                | -       | -       | -       | -       | -       |
|          |                       | Playout           | 4                 | 2                 | 1                 | 3                 | 16                | -       | -       | -       | -       | -       |
| 2008-09  | Lugano                | NLA               | 49                | 2                 | 5                 | 7                 | 16                | 5       | 1       | 0       | 1       | 4       |
| 2009-10  | Lugano                | NLA               | 50                | 6                 | 10                | 16                | 44                | 4       | 2       | 0       | 2       | 0       |
| 2010-11  | Lugano                | NLA               | 48                | 2                 | 12                | 14                | 14                | -       | -       | -       | -       | -       |
|          |                       | Playout           | 4                 | 1                 | 0                 | 1                 | 2                 | -       | -       | -       | -       | -       |
| 2011-12  | Gottéron              | NLA               | 44                | 7                 | 4                 | 11                | 16                | 11      | 2       | 1       | 3       | 6       |
| 2012-13  | Gottéron              | NLA               | 0                 | 0                 | 0                 | 0                 | 0                 |         |         |         |         |         |
|          |                       | ET                | 8                 | 2                 | 0                 | 2                 | 10                | -       | -       | -       | -       | -       |
|          |                       | Spengler Cup      | 4                 | 0                 | 0                 | 0                 | 0                 | -       | -       | -       | -       | -       |

### Nazionale
| Stagione | Livello           | Risultati     | Risultati | Risultati | Risultati | Risultati | Risultati |
| Stagione | Livello           | Competizione  | P         | G         | A         | Pt        | PIM       |
| -------- | ----------------- | ------------- | --------- | --------- | --------- | --------- | --------- |
| 2002-03  | Switzerland U18   | WJC-18        | 6         | 0         | 1         | 1         | 14        |
| 2009-10  | Switzerland (all) | International | 2         | 1         | 0         | 1         | 0         |
| 2010-11  | Switzerland (all) | International | 2         | 0         | 0         | 0         | 2         |